# رحلة ممتعة 3: رود كيل
رحلة ممتعة 3: رود كيل (بالإنجليزية: Joy Ride 3: Road Kill)‏، هو فيلم رعب تم إنتاجه في الولايات المتحدة، وصدر سنة 2014 بطولة كين كيرزينجر وجيسي هاتش وبن هولينغسورث، وهو الجزء الثالث من سلسلة أفلام رحلة ممتعة.

## القصة
تدور أحداث الفيلم مجموعة من متسابقي الشوارع المتهورين كانوا متوجهين إلى طريق سباق 1000، حيث يدخلون طريق مختصر يؤدي إلى طريق السباق، ليبدأ رجل في تتبعهم ومضايقتهم وتعذيبهم حتى نهاية الطريق.

## وصلات خارجية
- رحلة ممتعة 3: رود كيل على موقع IMDb (الإنجليزية)
- رحلة ممتعة 3: رود كيل على موقع ألو سيني (الفرنسية)
- رحلة ممتعة 3: رود كيل على موقع Turner Classic Movies (الإنجليزية)
- رحلة ممتعة 3: رود كيل على موقع أول موفي (الإنجليزية)
- رحلة ممتعة 3: رود كيل على موقع قاعدة بيانات الفيلم (الإنجليزية)
- رحلة ممتعة 3: رود كيل على موقع ليتربوكسد (الإنجليزية)
- رحلة ممتعة 3: رود كيل على موقع كينوبويسك (الروسية)